# 1931 dans les chemins de fer
Chronologie des chemins de fer
1930 dans les chemins de fer - 1931 - 1932 dans les chemins de fer

## Événements

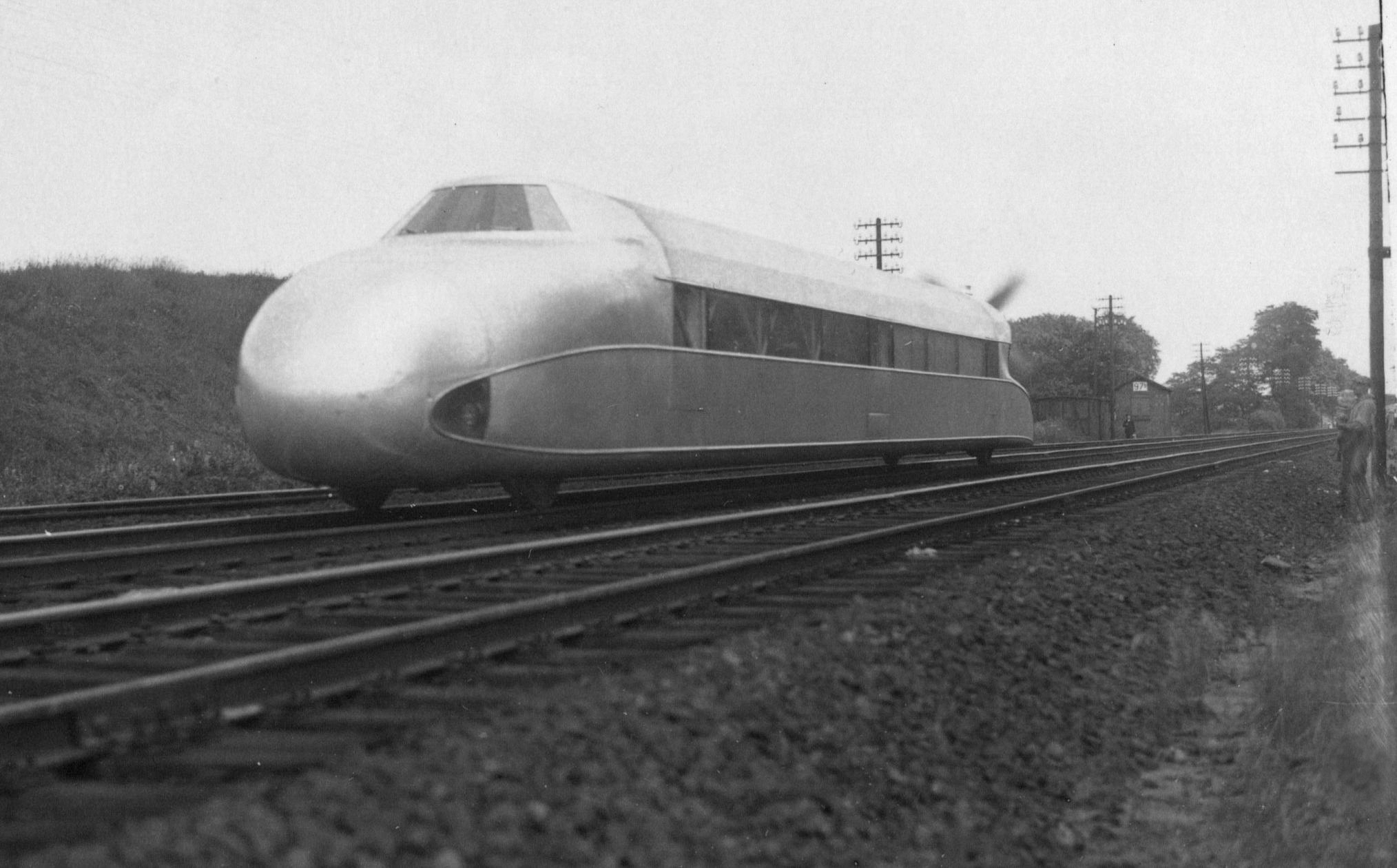
Le turbotrain Schienenzeppelin (230 km/h, 1931)

- 10 mai : un turbotrain allemand, le Schienenzeppelin (litt. « Zeppelin sur rail ») dépasse pour la première fois la vitesse de 200 km/h.
- 21 juin : le Schienenzeppelin bat le record du monde de vitesse avec une moyenne de 230,2 km/h entre Karstädt et Dergenthin, sur la ligne Berlin - Hambourg (ce record tiendra jusqu'en 1954)[1].
- 1er juillet, France : mise en service de la ligne de Vichy à Riom (PLM).
- 10 septembre, France : un prototype de micheline à trois essieux assure la liaison Paris-Saint-Lazare – Trouville-sur-Mer - Deauville en 2 h 3, soit 107 km/h de moyenne.

- Électrification en 1,5 kV continu de la ligne de Béziers à Neussargues, entre Béziers et Sévérac-le-Château.